# Labrador (Kanada)

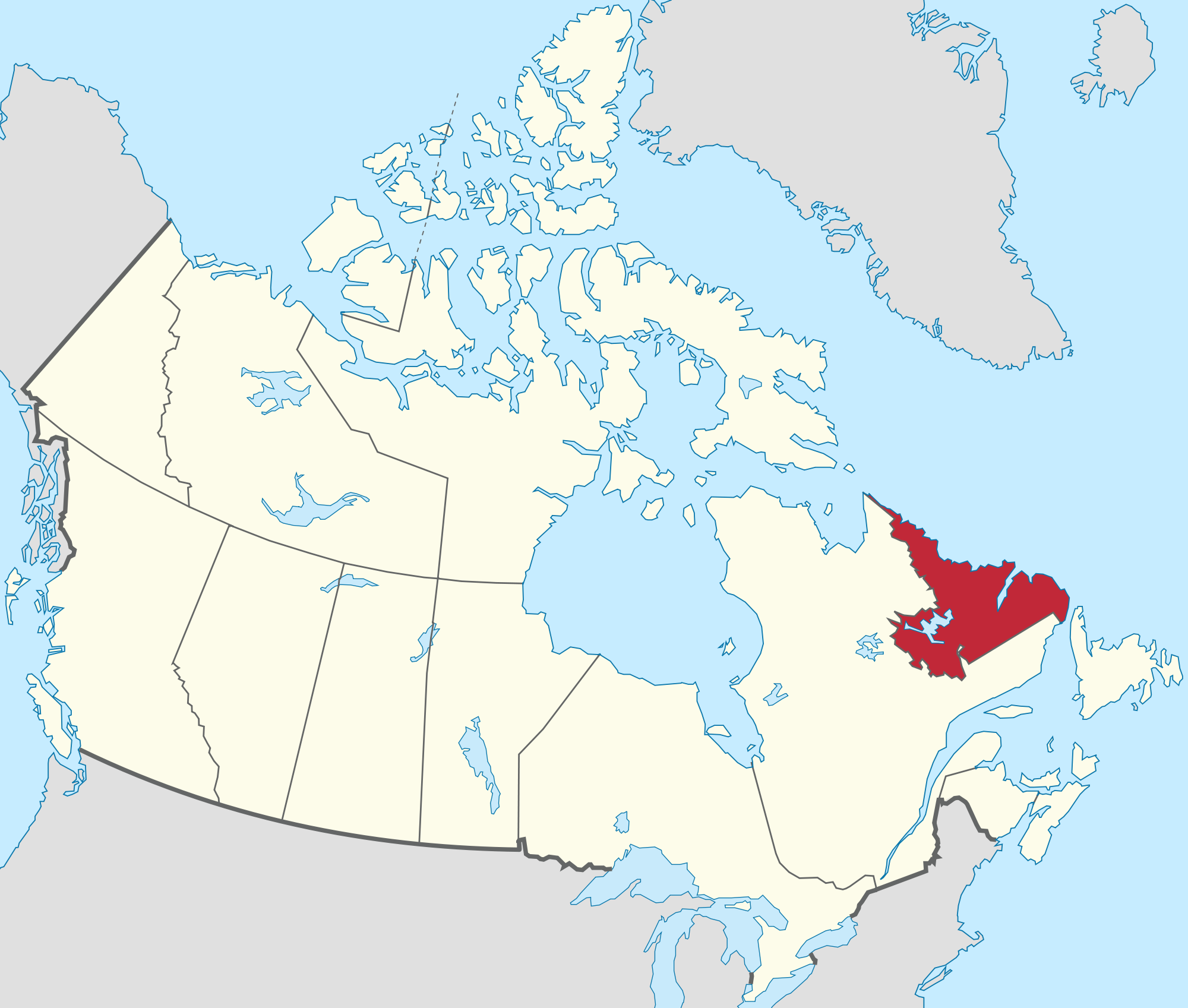
Labrador, Kanada

Labrador ist ein Teil der Provinz Neufundland und Labrador, Kanada, und liegt auf der Labrador-Halbinsel (auch Ungava-Labrador).
Labrador hat eine Fläche von 294.330 km² und ist damit etwa so groß wie Italien. Im Jahr 2016 betrug die Bevölkerungszahl 27.197, davon etwa 30 % Ureinwohner (Inuit, Innu und Métis).
Der Name „Labrador“ ist einer der ältesten Namen mit europäischem Ursprung in Kanada, viel älter als der Name „Neufundland“. Wahrscheinlich hat ein Mitglied der Mannschaft John Cabots das Wort „llavrador“ von den Azoren übernommen. Portugiesisch Terra de Lavrodores (früher auch „Sklavenküste“ genannt), so nach 57 mitgebrachten Sklaven 1501 benannt, leitet sich von lavradores (‚Arbeiter‘) ab. Nach einer anderen Erklärung geht die Bezeichnung auf den portugiesischen Seefahrer João Fernandes Lavrador zurück.

## Geographie und Klima
Der Großteil von Labrador besteht aus Tundren und Waldtundren. Rund 25 % der Fläche wird von Seen, Bächen und Flüssen eingenommen. Das Klima ist teils arktisch, teils subarktisch.

## Geschichte
Bis 1763 gehörte Labrador zur Französischen Kolonie Neufrankreich. Dann fiel es im Siebenjährigen Krieg an die britische Kolonie Neufundland und 1774 mit Anticosti und den Magdalenen-Inseln zur ebenfalls britischen Kolonie Québec (heute Ontario und Québec). Seit 1760 betreibt die Herrnhuter Brüdergemeine Missionsarbeit unter den Inuit-Ureinwohnern und gründete die Orte Hoffnungstal (Hopedale), Makkovik, Nain und Hebron. 1791 wurde Québec in die Provinzen Ober- und Niederkanada eingeteilt, Labrador kam zu Niederkanada. 1809 kam Labrador (vom Cape Chidley bis zur Mündung des Flusses Romaine) zurück nach Neufundland. Der nördliche Bereich des Sankt-Lorenz-Golfes westlich von Blanc-Sablon wurde 1925 am 52. nördlichen Breitengrad von Labrador getrennt und kam zurück nach Kanada (Neufundland war zu diesem Zeitpunkt ein eigenes Dominion). Weitere Grenzstreitigkeiten (Labrador-Grenzkonflikt) wurden 1927 durch einen Gerichtsspruch beigelegt. 1949 trat Neufundland dem 1867 gegründeten Kanadischen Bundesstaat bei und wurde zur Provinz. Diese Provinz änderte 2001 ihren Namen von Neufundland in Neufundland und Labrador.
Im Zweiten Weltkrieg wurde am 23. Oktober 1943 durch U 537 die unbemannte deutsche Wetterfunkstation Kurt in der Atti-naukjuke Bay, heute Martin Bay genannt, errichtet. Diese Station wurde im Sommer des Jahres 1981 aufgrund von Papieren gesucht, die sich bei Siemens befanden, daraufhin sind Überreste von ihr gefunden worden.